# Salim Grant
Salim Dolphine Ulysses Grant (28 mei 1977 in Dallas) is een Amerikaans acteur.
Begon als kindacteur al vroeg te spelen in theaters. Na enkele rollen in korte films en een gastrol in de televisieserie The Wonder Years was zijn eerste grote rol in 1990-film Ghost Dad, waarin Bill Cosby de hoofdrol speelt en Grant een van zijn kinderen speelt.
Na nog enkele gastrollen in Family Matters, Salute Your Shorts en Sister, Sister kreeg hij in 1995 rol van R.J. 'Hollywood' Collins in Saved by the Bell: The New Class. Die rol bleek uiteindelijk zijn grootste rol te zijn, hij speelde het derde seizoen mee, en dook in het vierde en vijfde seizoen ook op in de serie.
Na nog enkele kleine rolletjes, zoals in de serie Boy Meets World en de film Wishcraft, besloot hij zich in 2003 te richten op een muziekcarrière, voornamelijk als rapper maar wist daarin niet door te breken. Hij acteerde in 2006 in de film TV: The Movie en in 2012 deed enkele korte komische filmpjes, die onder meer op YouTube verschenen.